# Panurgus cephalotes
Panurgus cephalotes is een vliesvleugelig insect uit de familie Andrenidae. De wetenschappelijke naam van de soort is voor het eerst geldig gepubliceerd in 1811 door Latreille.